# Black Fury
Black Fury is een Amerikaanse dramafilm uit 1935 onder regie van Michael Curtiz. In Nederland werd de film destijds uitgebracht onder de titel De zwarte hel.

## Verhaal
Mijnwerker Joe Radek wordt door de andere kompels als leider naar voren geschoven in een arbeidersconflict. Hij moet een staking leiden die de verhouding tussen de vakbonden en de directie bemoeilijkt. Door de politie en stakingsbrekers komen zijn baan en zelfs zijn leven op de helling te staan.

## Rolverdeling
| Acteur            | Personage        |
| ----------------- | ---------------- |
| Paul Muni         | Joe Radek        |
| Karen Morley      | Anna Novak       |
| William Gargan    | Slim             |
| Barton MacLane    | McGee            |
| John Qualen       | Mike             |
| J. Carrol Naish   | Steve            |
| Vince Barnett     | Kubanda          |
| Tully Marshall    | Poole            |
| Henry O'Neill     | Hendricks        |
| Joseph Crehan     | Farrell          |
| Mae Marsh         | Mary Novak       |
| Sara Haden        | Sophie Shemanski |
| Willard Robertson | J.J. Welsh       |
| Effie Ellsler     | Bubitschka       |
| Wade Boteler      | Mulligan         |